# Hypogeococcus boharti
Hypogeococcus boharti är en insektsart som beskrevs av Miller 1983. Hypogeococcus boharti ingår i släktet Hypogeococcus och familjen ullsköldlöss. Inga underarter finns listade i Catalogue of Life.